# Uzelina laticeps
Uzelina laticeps är en insektsart som beskrevs av Melichar 1903. Uzelina laticeps ingår i släktet Uzelina och familjen dvärgstritar. Inga underarter finns listade i Catalogue of Life.